# 義膽風雲
是一部1991年的美國傳記黑幫電影，由羅伯·班頓執導，主演是羅倫·狄恩，飾演英文片名的角色，德斯汀·荷夫曼飾演真實黑幫杜奇·舒爾茲。本片其他演員有妮歌·潔曼、史提芬·希爾、史提夫·布斯美和布斯·韋利士。雖然Billy是一個虛構人物，但電影中至少有四名其他角色是來自1930年代紐約的真實人物。劇本由英國劇作家湯姆·史塔佩改編E·L·多克托羅的同名小說。不過，多克托羅則與本片保持距離，因為本片大規模偏離小說。

## 演員
- 德斯汀·荷夫曼 飾 杜奇·舒爾茲
- 妮歌·潔曼 飾 Drew Preston
- 羅倫·狄恩（英语：Loren Dean） 飾 Billy Bathgate
- 布斯·韋利士 飾 亞伯拉罕·溫伯格（英语：Abraham Weinberg）
- 史提芬·希爾（英语：Steven Hill） 飾 奧托·博曼（英语：Otto Berman）
- 史丹利·特治 飾 查理·盧西安諾
- 麥克·斯塔爾（英语：Mike Starr (actor)） 飾 Big Julie Martin
- 史提夫·布斯美 飾 Irving
- 弗蘭西絲·康羅伊 飾 Mary Behan
- 莫伊拉·凱莉 飾 Becky
- 傑克·麥卡伊（英语：Jack Mulcahy (actor)） 飾 Fire Inspector（未掛名）

## 反響

### 評價
本片得到褒貶不一的評價。爛番茄上有47%的「腐爛」評分。

## 外部連結
- 互联网电影数据库（IMDb）上《Billy Bathgate》的资料（英文）
- 爛番茄上《Billy Bathgate》的資料（英文）
- Box Office Mojo上《Billy Bathgate》的資料（英文）